# Desaiganj
Desaiganj é uma cidade  no distrito de Gadchiroli, no estado indiano de Maharashtra.

## Demografia
Segundo o censo de 2001, Desaiganj tinha uma população de 24,786 habitantes. Os indivíduos do sexo masculino constituem 51% da população e os do sexo feminino 49%. Desaiganj tem uma taxa de literacia de 69%, superior à média nacional de 59.5%: a literacia no sexo masculino é de 77% e no sexo feminino é de 62%. Em Desaiganj, 13% da população está abaixo dos 6 anos de idade.